# Sianowo Leśne
Sianowo Leśne (kaszb. Lesné Sjónowò) – osada w Polsce położona w województwie pomorskim, w powiecie kartuskim, w gminie Kartuzy
Osada nad jeziorem Małe Łąki na Pojezierzu Kaszubskim, wchodzi w skład sołectwa Sianowska Huta. 
Prowadzi tędy również turystyczny  Szlak Kaszubski.
W latach 1975–1998 miejscowość administracyjnie należała do województwa gdańskiego.